# Quyền LGBT ở Bermuda
Quyền đồng tính nữ, đồng tính nam, song tính và chuyển giới ở Bermuda phải đối mặt với những thách thức pháp lý mà những người không phải LGBT không gặp phải. Đồng tính luyến ái là hợp pháp trong Bermuda, nhưng lãnh thổ từ lâu đã nổi tiếng là đồng tính luyến ái và không khoan dung. Kể từ năm 2013,  Đạo luật Nhân quyền  đã cấm phân biệt đối xử trên cơ sở khuynh hướng tình dục.
Bermuda đã trở thành tâm điểm quốc tế trong thời gian gần đây về việc hợp pháp hóa hôn nhân đồng giới. Những cuộc hôn nhân như vậy lần đầu tiên được hợp pháp hóa bởi Tòa án tối cao vào tháng 5 năm 2017. Tuy nhiên, Chính phủ sau đó đã thông qua luật cấm kết hôn đồng giới và thay thế bằng quan hệ đối tác trong nước. Luật này sau đó đã bị Tòa án tối cao bãi bỏ vào tháng 6 năm 2018 và một lần nữa vào tháng 11 năm 2018 bởi Tòa án phúc thẩm, và vì các cặp vợ chồng đồng tính cầm quyền sau này đã được tự do kết hôn trong lãnh thổ.

## Bảng tóm tắt
| Hoạt động tình dục đồng giới hợp pháp                                                                                       | (Từ năm 1994)                               |
| Độ tuổi đồng ý | Dành cho nam (Đang chờ xử lý)/ Dành cho nữ  |
| Luật chống phân biệt đối xử chỉ trong việc làm                                                                              | (Từ năm 2013)                               |
| Luật chống phân biệt đối xử trong việc cung cấp hàng hóa và dịch vụ                                                         | (Từ năm 2013)                               |
| Luật chống phân biệt đối xử trong tất cả các lĩnh vực khác (bao gồm phân biệt đối xử gián tiếp, ngôn từ kích động thù địch) | (Từ năm 2013)                               |
| Hôn nhân đồng giới | (Từ năm 2018)                               |
| Công nhận các cặp đồng giới                                                                                                 | (Từ năm 2016)                               |
| Con nuôi của các cặp vợ chồng đồng giới                                                                                     | (Từ năm 2015)                               |
| Con nuôi chung của các cặp đồng giới                                                                                        | (Từ năm 2015)                               |
| Người LGBT được phép phục vụ công khai trong quân đội                                                                       | (Trách nhiệm của Vương quốc Anh)            |
| Quyền thay đổi giới tính hợp pháp                                                                                           | No                                          |
| Truy cập IVF cho đồng tính nữ                                                                                               | No                                          |
| Mang thai hộ thương mại cho các cặp đồng tính nam                                                                           | (Cấm cho các cặp vợ chồng dị tính cũng vậy) |
| NQHN được phép hiến máu | / Thời gian trì hoãn 12 tháng cần thiết.    |